# 8247 Cherylhall
8247 Cherylhall eller 1979 SP14 är en asteroid i huvudbältet som upptäcktes den 20 september 1979 av den amerikanska astronomen Schelte J. Bus vid Siding Spring-observatoriet. Den är uppkallad efter Cheryl L. Hall.
Asteroiden har en diameter på ungefär 15 kilometer.